# Лос Панчос
«Лос Па́нчос» — советская рок-группа, созданная с коммерческими целями как альтернатива коллективу с тем же названием, но другим репертуаром:
Играли западный репертуар примерно до 68-го года, заработанных денег хватало для того, чтобы существовали одновременно и русскоязычные «Скоморохи», которые, в конце концов, приобрели бо́льшую популярность.

## История
Трио основано в 1966 году. Александр Градский (вокал, гитара), Виктор Дегтярев (бас), Вячеслав Донцов (ударные). Одновременно Дегтярев с 1967 года выступает в группе «Скифы». Исполняли танцевальные хиты по-английски на школьных и вузовских мероприятиях.